# Anders Bergström
Lars Anders Bergström (Ljusdal, 4 settembre 1968) è un ex fondista svedese.

## Biografia
In Coppa del Mondo ottenne il primo risultato di rilievo il 7 gennaio 1989 a Kavgolovo (12°), il primo podio il 5 marzo 1994 a Lahti (3°) e la prima vittoria il 29 novembre 1998 a Muonio.
In carriera prese parte a due edizioni dei Giochi olimpici invernali, Lillehammer 1994 (22° nella 30 km, 6° nella staffetta) e Nagano 1998 (23° nella 30 km), e a tre dei Campionati mondiali (4° nella staffetta a Thunder Bay 1995 il miglior risultato).

## Palmarès

### Coppa del Mondo
- Miglior piazzamento in classifica generale: 6º nel 1999
- 12 podi (4 individuali, 8 a squadre[1]):
  - 3 vittorie (1 individuale, 2 a squadre)
  - 2 secondi posti (a squadre)
  - 7 terzi posti (3 individuali, 4 a squadre)

#### Coppa del Mondo - vittorie
| Data             | Località | Nazione   | Spec.                                                             |
| ---------------- | -------- | --------- | ----------------------------------------------------------------- |
| 29 novembre 1998 | Muonio   | Finlandia | 4x10 km (con Magnus Ingesson, Mathias Fredriksson e Per Elofsson) |
| 13 marzo 1999    | Falun    | Svezia    | 30 km TC                                                          |
| 14 marzo 1999    | Falun    | Svezia    | 4x10 km (con Mathias Fredriksson, Per Elofsson e Jörgen Brink)    |

Legenda:

TC = tecnica classica